# Catacrismia hirsutaria
Catacrismia hirsutaria là một loài bướm đêm trong họ Geometridae.